# Куаутитлан Искали
Куаутитлан Искали (шп. Cuautitlán Izcalli) је град у Мексику у савезној држави Мексико. Према процени из 2005. у граду је живело 477.872 становника.

## Становништво
Према процени из 2005. у граду је живело 477.872 становника.
| 1990.   | 1995.   | 2000.   | 2005.   |
| ------- | ------- | ------- | ------- |
| 313.238 | 401.119 | 433.830 | 477.872 |